# Claude Pellot
Pour les articles homonymes, voir Pellot.
Claude Pellot est un juriste français du XVIIe siècle né en 1619 et mort le 3 août 1683 à Paris.

## Biographie
Claude Pellot est le fils de Marie Poculot, morte en 1657 et dame de Sandar, et de Claude Pellot (1588–1642), qui occupe différentes charges à Lyon : conseiller du roi, trésorier de France, prévôt des marchands, échevin, mariés en 1610.
Né en 1619, Claude Pellot, seigneur de Port-David, de Sandars, seigneur et patron châtelain de Trévières, Rubercy, Mandeville, Écrammeville et autres terres, conseiller du roi, trésorier de France à Lyon, commence sa carrière comme prévôts des marchands de Lyon de 1632 à 1634.
Claude Pellot fut de 1663 à 1669 intendant de la Généralité de Bordeaux avant de devenir Premier président du Parlement de Normandie à partir d'avril 1670 jusqu'à sa mort 1683.
Il acquiert différents domaine à Trévières dans le Calvados : le fief de la Ramée (mars 1675), la fiefferme de Trévières (octobre 1675) et fait ériger le tout en châtellenie en 1677. Il poursuit ses acquisitions avec le domaine du Haut-Bosc (mars 1681), le franc-fief de l'Étang (septembre 1681), le fief de La Luzerne (novembre 1682) qui entrent tous dans la châtellenie de Trévières.
Il épouse successivement Claude La Camus, morte en 1668, et, en 1669, Madeleine Colbert, cousine de Jean-Baptiste Colbert.
Il aura plusieurs fils dont l'aîné, Claude-François Pellot qui en 1678 sera conseiller au Parlement de Normandie, puis le 23 décembre 1683, conseiller à celui de Paris  et en 1689, maître des requêtes de l'Hôtel et qui rendit en 1684 hommage pour la châtellenie de Trévières et enfin en août 1693 l'érection par le roi de la châtellenie en comté.

## Bibliographie

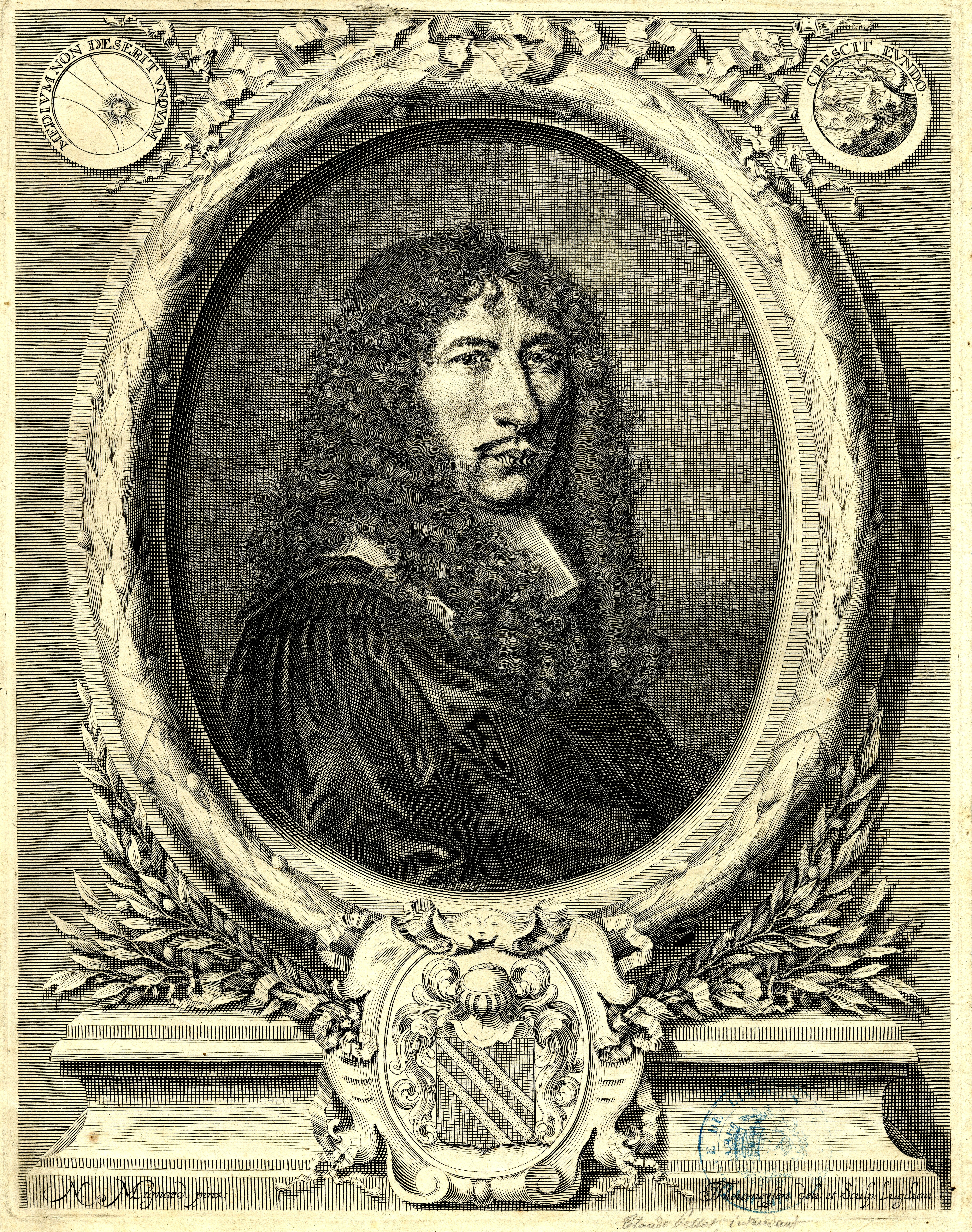
Portrait et blason de Claude Pellot (1619-1683).